# Madzsin tenszei
A Majin Tensei (魔神転生) sorozat a Megami Tensei sorozat egyik mellékága. A többi MegaTen játékhoz hasonló a játék felépítése. Ma négy játék tartozik a Majin Tensei sorozatba.

## Majin Tensei
A Majin Tensei (魔神転生) egy Super Famicom RPG játék amit az Atlus 1994. Január 28-án adott ki. 2006. március 24-én az i-revo kiadta Windowsra is.

## Majin Tensei II: Spiral Nemesis
A Majin Tensei II: Spiral Nemesis (魔神転生II SPIRAL NEMESIS) Egy videójáték  Majin Tensei egy Super Famicom RPG játék, a Majin Tensei folytatása. A harcrendszere hasonló volt mint az elődjéé. A menük angol nyelvűek míg minden más japán nyelvű.

## Ronde
A Ronde (RONDE －輪舞曲－) egy Sega Saturn videójáték.
A Rondét nem az Atlus készítette mert ők a Devil Summoner: Soul Hackers játékot csinálták. A Rondét a Multimedia Intelligence Transfer készítette.

## Majin Tensei Blind Thinker
A Majin Tensei Blind Thinker (魔神転生 Blind Thinker) egy mobiltelefonra kiadott RPG játék. Az első Majin Tensei melléktörténete. A harc és a térkép hasonló a Majin Tenseiéhez. Többféle befejezése van.

## Manga
A Monthly GFantasy című magazinban jelent meg. A mangát Ueda Shinshuu rajzolta. Egy másik manga is jelent meg a Maru Katsu Famicom magazinban.